# نصف‌النهار ۱۰ درجه شرقی

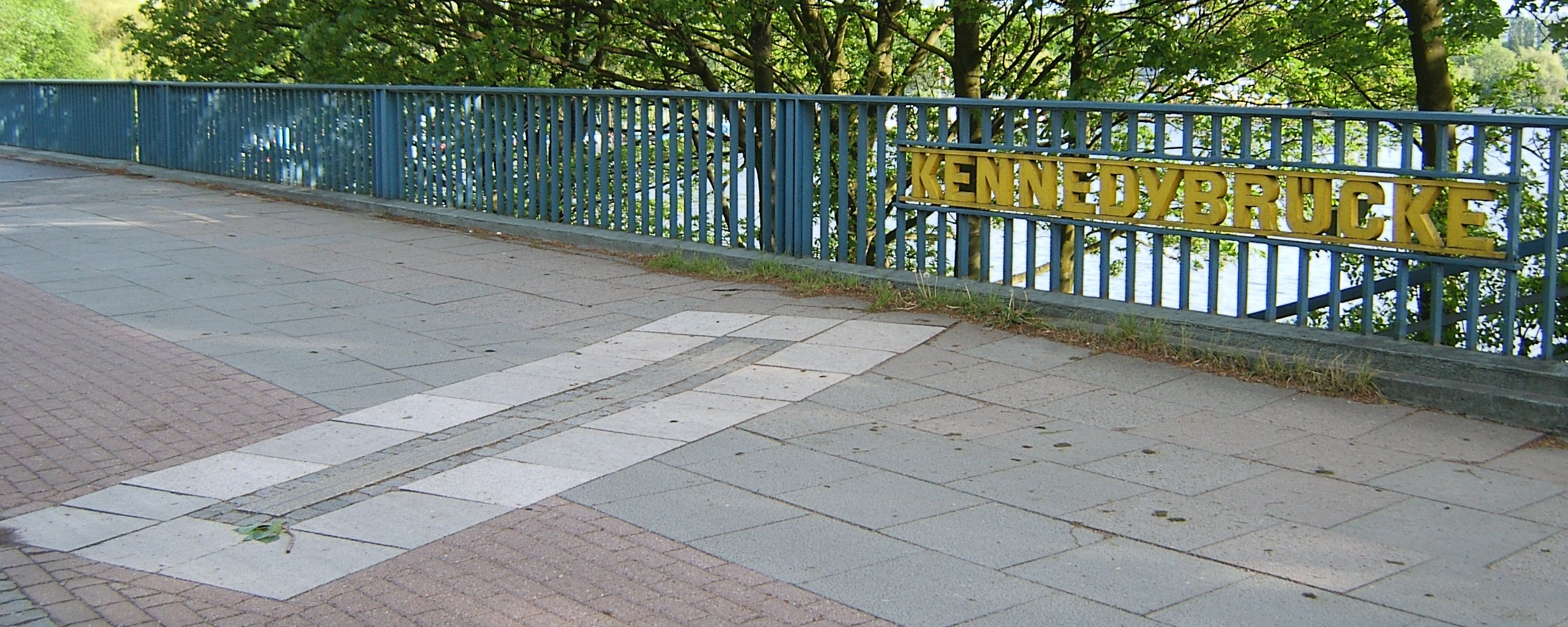
محل عبور نصف‌النهار ۱۰ درجه شرقی از یک پل در هامبورگ آلمان

نصف‌النهار ۱۰ درجه شرقی ۱۰مین نصف‌النهار شرقی از گرینویچ است که از لحاظ زمانی ۰ساعت و ۴۰دقیقه با گرینویچ اختلاف زمانی دارد.
این نصف‌النهار از قطب شمال شروع و از مناطق زیر گذشته و به قطب جنوب ختم می‌شود.
- قاره اروپا
- قاره آفریقا
- اقیانوس اطلس